# Mark Stuart Ker Maunsell
Mark Stuart Ker Maunsell, britanski general, * 1910, † 1980.